# Bob Brown (fútbol americano)
Robert Stanford Brown (Cleveland, 8 de diciembre de 1941-Oakland, 16 de junio de 2023) fue un jugador de fútbol americano estadounidense, que ocupó la posición de tackleador en la National Football League de 1964 a 1973.
En 2004, Brown fue seleccionado al Salón de la Fama del Fútbol Americano Profesional.

## Carrera universitaria
En Nebraska, Brown fue una selección All-America como guard y fue elegido como el liniero del año de 1963 por The Touchdown Club of Washington, D.C.

## Carrera profesional
Brown fue seleccionado en la primera ronda (segunda selección global) del draft de 1964 por los Philadelphia Eagles.  En 1969, después de cinco temporadas consecutivas con los Eagles, Brown fue canjeado al equipo Los Angeles Rams.  Ese año la línea ofensiva de los Rams impuso una marca de la NFL al proteger al quarterback.
Brown fue seleccionado como All-Pro en cinoc de sus diez temporadas como profesional con los Eagles, Rams y Oakland Raiders.  Fue nombrado como el liniero ofensivo del año de la NFL/NFC en tres ocasiones, Brown también fue seleccionado para jugar en seis Pro Bowls, tres con los Eagles, dos con los Rams y el último con los Raiders.

## Premios y galardones
En 1993, Brown fue elegido al Salón de la Fama del Fútbol Americano Universitario.
El número que Brown usó en Nebraska (# 64) fue retirado en 2004. En ese mismo año fue seleccionado al Salón de la Fama del Fútbol Americano Profesional.

## Muerte
Brown sufrió un derrame cerebral en abril de 2023. Posteriormente, vivió en un centro de rehabilitación en Oakland, donde murió el 16 de junio de 2023, a los 81 años.